# Pierre Ducrocq
Pour les articles homonymes, voir Ducrocq.
Pierre Ducrocq est un footballeur français, né le 18 décembre 1976 à Pontoise (France).
Formé au poste de milieu de terrain défensif, il a aussi joué stoppeur et arrière droit.

## Biographie
Ducrocq est né le 18 décembre 1976 à Pontoise dans le Val-d'Oise.

### Carrière sportive
En 1991, alors membre de l'INF Clairefontaine, il dispute le Tournoi de Montaigu avec le PSG, puis la Coupe nationale des minimes avec la sélection de la Ligue de Paris-Île-de-France.
Il intègre dès ses 15 ans les équipes de jeunes du Paris Saint-Germain où il côtoie notamment Nicolas Anelka, Sylvain Distin ou encore Didier Domi. Ducrocq joue son premier match avec Paris le 24 janvier 1995 au Parc des Princes contre l'Olympique lyonnais lors des huitièmes de finale de la Coupe de la Ligue. Le stoppeur joue ensuite son premier match de D1 le 14 avril 1995 contre le Montpellier HSC (victoire 3-0). Il est sous contrat stagiaire de 1994 à 1996.
Il est prêté en D2 au Stade lavallois lors de la saison 1996-1997 afin de s'aguerrir et de gagner en expérience. Dans le club mayennais, il réalise une très bonne saison (39 matchs et 1 but). En août 1997, il termine troisième du championnat du monde militaire en Iran, sous les ordres de Roger Lemerre. Parmi ses coéquipiers, les futurs internationaux Éric Carrière et William Gallas. De retour à Paris, Pierre Ducrocq signe un contrat professionnel, devient progressivement titulaire en défense et enchaîne les saisons de bonne facture avec le PSG. Il décrouve la Ligue des champions lors de la saison 1997-1998, où il dispute deux matchs, et lors de la saison 2000-2001. Cependant, lors de la saison suivante, Luis Fernandez, l'entraîneur du PSG ne lui fait plus confiance et il ne dispute de juillet à octobre 2001 que 56 minutes de championnat. Il est ainsi prêté au club anglais de Derby County le 15 octobre 2001. Le club, qui évolue en Premier League, est 18e avec seulement 5 points. Fort de 19 matchs dans l'élite anglaise, il ne parvient pas à aider le club dans sa quête du maintien. De son passage dans la capitale, les supporters se souviennent de son face à face musclé avec Ravanelli lors d'un « classico » en 1997. Il était très apprécié par les supporters parisiens qui lui ont consacré un chant.
A la relance il part pour Le Havre AC en 2002 où il est un cadre logique et un leader. Mais le club se voit relégué à l'ultime journée de la fin. Fidèle, le joueur reste et tente le challenge de la remontée immédiate. Sans succès.
Après quatre saisons en Ligue 2, il saisit l'offre du RC Strasbourg pour retrouver la Ligue 1 en 2007/2008. À la peine pour s'imposer comme un titulaire, le joueur voit une nouvelle fois la relégation au bout de la saison. Malgré une bonne saison dans l'antichambre, l'équipe échappe à la remontée immédiate à cause d'un point.
Le joueur se tente à un dernier challenge en Grèce à l'AO Kavala où il termine par deux saisons pleines.

### Reconversion
Depuis 2016, il est consultant sur RMC Sport (anciennement SFR Sport) après l'avoir été sur France Bleu 107.1.
En août 2017, il rejoint la radio RMC et intègre l'équipe de l'émission After Foot. Son départ est annoncé en août 2020.
En parallèle de sa carrière médiatique, Pierre Ducrocq est devenu agent de joueurs, et gère notamment la carrière de Thomas Lemar.

### Vie privée
Il a été le compagnon de Tristane Banon et le père biologique de leur fille Tanya,. Quelques jours après la naissance de cet enfant, Pierre Ducrocq quitte Tristane Banon. Cette dernière évoque la relation dans ses livres Love et caetera et Prendre un papa par la main,.

## Palmarès
- Vainqueur de la Coupe de France : 1998 (Paris-SG)
- Vainqueur de la Coupe de la Ligue : 1998 (Paris-SG)
- Vainqueur du Trophée des champions : 1995 et 1998 (Paris-SG)
- Finaliste de la Coupe de la Ligue : 2000 (Paris-SG)
- Sélectionné en Équipe de France des moins de 16 ans de football entre 1991 et 1992.

## Statistiques
| Saison                | Club                   | Championnat           | Championnat | Championnat | Coupe nationale | Coupe nationale | Coupe de la Ligue | Coupe de la Ligue | Supercoupe | Supercoupe | Compétition(s) continentale(s) | Compétition(s) continentale(s) | Compétition(s) continentale(s) | Total | Total |
| Saison                | Club                   | Division              | M.          | B.          | M.              | B.              | M.                | B.                | M.         | B.         | Comp.                          | M.                             | B.                             | M.    | B.    |
| 1994-1995             | Paris Saint-Germain    | Division 1            | 2           | 0           | -               | -               | 2                 | 0                 | -          | -          | -                              | -                              | -                              | 4     | 0     |
| 1995-1996             | Paris Saint-Germain    | Division 1            | 1           | 0           | -               | -               | 1                 | 0                 | 1          | 0          | -                              | -                              | -                              | 3     | 0     |
| 1996-1997             | Stade lavallois (prêt) | Division 2            | 35          | 1           | 3               | 0               | 1                 | 0                 | -          | -          | -                              | -                              | -                              | 39    | 1     |
| Sous-total            | Sous-total             | Sous-total            | 35          | 1           | 3               | 0               | 1                 | 0                 | -          | -          | -                              | -                              | -                              | 39    | 1     |
| 1997-1998             | Paris Saint-Germain    | Division 1            | 12          | 1           | 4               | 0               | 3                 | 0                 | -          | -          | C1                             | 2                              | 0                              | 21    | 1     |
| 1998-1999             | Paris Saint-Germain    | Division 1            | 28          | 0           | 2               | 1               | 3                 | 0                 | 1          | 0          | C2                             | 1                              | 0                              | 35    | 1     |
| 1999-2000             | Paris Saint-Germain    | Division 1            | 33          | 1           | 3               | 0               | 4                 | 0                 | -          | -          | -                              | -                              | -                              | 40    | 1     |
| 2000-2001             | Paris Saint-Germain    | Division 1            | 27          | 0           | 2               | 0               | -                 | -                 | -          | -          | C1                             | 9                              | 0                              | 38    | 0     |
| 2001-2002             | Paris Saint-Germain    | Division 1            | 1           | 0           | -               | -               | -                 | -                 | -          | -          | CI                             | 6                              | 0                              | 7     | 0     |
| Sous-total            | Sous-total             | Sous-total            | 104         | 3           | 11              | 1               | 13                | 0                 | 2          | 0          | -                              | 18                             | 0                              | 148   | 4     |
| 2001-2002             | Derby County (prêt)    | Premier League        | 19          | 0           | -               | -               | -                 | -                 | -          | -          | -                              | -                              | -                              | 19    | 0     |
| Sous-total            | Sous-total             | Sous-total            | 19          | 0           | -               | -               | -                 | -                 | -          | -          | -                              | -                              | -                              | 19    | 0     |
| 2002-2003             | Le Havre AC            | Ligue 1               | 32          | 0           | 1               | 0               | 1                 | 0                 | -          | -          | -                              | -                              | -                              | 34    | 0     |
| 2003-2004             | Le Havre AC            | Ligue 2               | 29          | 0           | 1               | 0               | 1                 | 0                 | -          | -          | -                              | -                              | -                              | 31    | 0     |
| 2004-2005             | Le Havre AC            | Ligue 2               | 19          | 0           | -               | -               | 1                 | 1                 | -          | -          | -                              | -                              | -                              | 20    | 1     |
| 2005-2006             | Le Havre AC            | Ligue 2               | 36          | 0           | 3               | 0               | 2                 | 0                 | -          | -          | -                              | -                              | -                              | 41    | 0     |
| 2006-2007             | Le Havre AC            | Ligue 2               | 34          | 0           | 1               | 0               | 1                 | 0                 | -          | -          | -                              | -                              | -                              | 36    | 0     |
| Sous-total            | Sous-total             | Sous-total            | 150         | 0           | 6               | 0               | 6                 | 1                 | -          | -          | -                              | -                              | -                              | 162   | 1     |
| 2007-2008             | RC Strasbourg          | Ligue 1               | 16          | 0           | 2               | 0               | -                 | -                 | -          | -          | -                              | -                              | -                              | 18    | 0     |
| 2008-2009             | RC Strasbourg          | Ligue 2               | 29          | 0           | 2               | 1               | 1                 | 0                 | -          | -          | -                              | -                              | -                              | 32    | 1     |
| Sous-total            | Sous-total             | Sous-total            | 45          | 0           | 4               | 1               | 1                 | 0                 | -          | -          | -                              | -                              | -                              | 50    | 1     |
| 2009-2010             | AO Kavala              | Superleague           | 23          | 0           | 2               | 0               | -                 | -                 | -          | -          | -                              | -                              | -                              | 25    | 0     |
| 2010-2011             | AO Kavala              | Superleague           | 25          | 0           | -               | -               | -                 | -                 | -          | -          | -                              | -                              | -                              | 25    | 0     |
| 2011-2012             | AO Kavala              | Superleague           | -           | -           | -               | -               | -                 | -                 | -          | -          | -                              | -                              | -                              | 0     | 0     |
| Sous-total            | Sous-total             | Sous-total            | 48          | 0           | 2               | 0               | -                 | -                 | -          | -          | -                              | -                              | -                              | 50    | 0     |
| Total sur la carrière | Total sur la carrière  | Total sur la carrière | 401         | 3           | 26              | 2               | 21                | 1                 | 2          | 0          | -                              | 18                             | 0                              | 468   | 6     |